# تاکاماسا ساکای
تاکاماسا ساکای (انگلیسی: Takamasa Sakai؛ زادهٔ ۱۸ مهٔ ۱۹۸۸) بازیکن فوتبال اهل ژاپن است.